# Hotel Vlasta
El Hotel Vlasta (en ucraniano: Власта, anteriormente Rosiya en ucraniano: Росія) es un hotel de dos estrellas situado en Leópolis, Ucrania. Pertenece al Ministerio de Defensa de Ucrania. Está situado a un kilómetro del centro histórico de la ciudad, frente al stadio "SKA" (СКА), en el número 30 de la calle Kleparivska (en ucraniano: вул. Клепарівська).
El edificio "Rosiya" es un edificio de 12 plantas construido en 1976 por los arquitectos O. Gukovich y A. Simbirtseva. A principios de la década de 1990, el hotel cambió de nombre. El hotel dispone de 9 plantas, algunas de ellas reservadas como residencia comunal para los militares. Tiene 157 habitaciones y 289 plazas, de las cuales 25 son de una cama, 115 de dos, y 17 múltiples de 3-4 camas. Dispone todo el tiempo de agua corriente caliente. En el hotel hay dos bares, un restaurante de 170 plazas, una peluquería, lavandería, sala de conferencias de 80 plazas, y aparcamiento vigilado de pago.